# Plebejus valmasinii
Plebejus valmasinii är en fjärilsart som beskrevs av Perlini 1905. Plebejus valmasinii ingår i släktet Plebejus och familjen juvelvingar. Inga underarter finns listade i Catalogue of Life.